# Handelsbanken gennem 75 Aar
Handelsbanken gennem 75 Aar er en dansk dokumentarfilm. Filmen havde oprindeligt premiere 17.april 1948, men denne version er fra 1980, hvor den blev forsynet med tale, lyd og musik.

## Handling
Denne artikel mangler et handlingsreferat. Hjælp os med at skrive det.